# Comportamiento de bandada

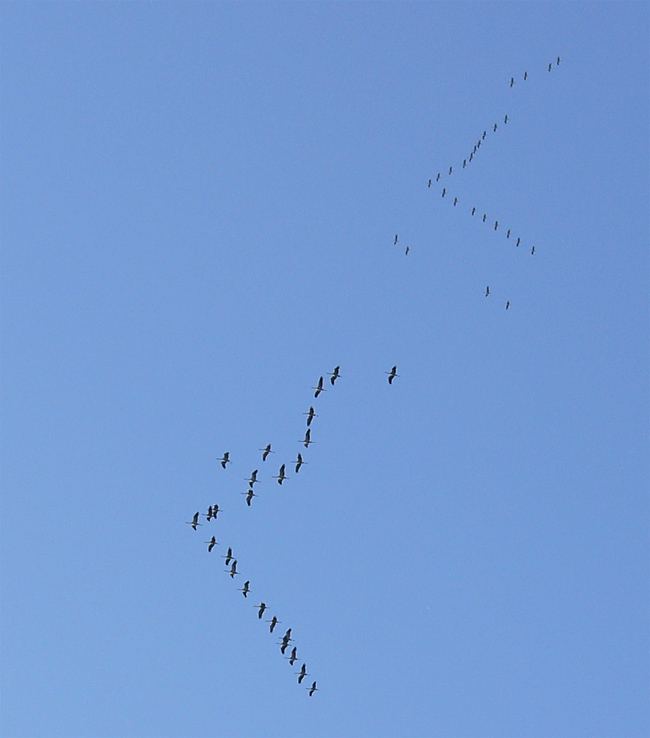
Dos bandadas de grullas comunes

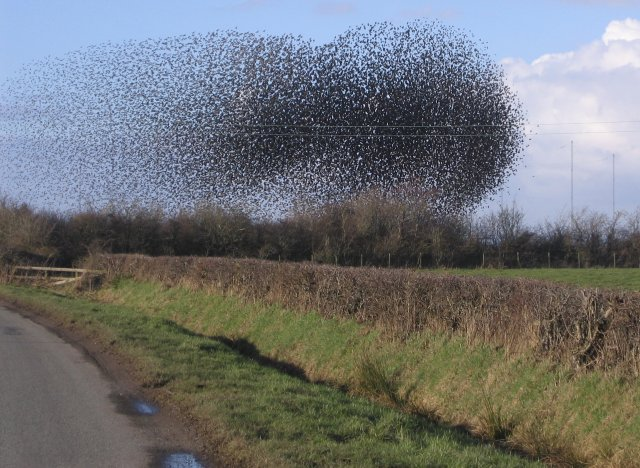
Una bandada de estorninos en formación similar a un enjambre.

El comportamiento de bandada es el comportamiento de enjambre exhibido específicamente por un grupo de pájaros, llamado bandada, cuando busca alimento o cuando está volando. Hay paralelismos con el comportamiento de un cardumen de peces, el de un enjambre de insectos y el de una manada de animales terrestres.
Las simulaciones por ordenador y los modelos matemáticos que se han desarrollado para emular el comportamiento de bandada generalmente pueden aplicarse también al comportamiento de bandada o "flocking" (del término en inglés) de otras especies. Por consiguiente, en ocasiones se aplica el término "flocking", en informática, para distintas especies, no solo de aves.[cita requerida]
Este artículo trata sobre la modelación del comportamiento de bandada. Desde la perspectiva del modelador matemático, "flocking" es el movimiento colectivo de un gran número de entidades autopropulsadas y es un comportamiento animal colectivo exhibido por muchos seres vivos como pájaros, peces, bacterias e insectos. Está considerado un comportamiento emergente que surge de reglas sencillas que siguen los individuos y no implica ningún tipo de coordinación central.
El comportamiento "flocking" fue simulado por primera vez en un ordenador en 1987 por Craig Reynolds con su programa de simulacro, "Boids" ("bird-oid object"). Este programa simula agentes sencillos (boids) que se mueven conforme a un conjunto de reglas básicas. El resultado es semejante a una bandada de pájaros, un banco de peces o un enjambre de insectos.

## Reglas del "flocking"
Los modelos básicos del comportamiento "flocking" se controlan a través de tres sencillas reglas:
- Separación - evitar aglomeración de vecinos (repulsión de corto alcance).
- Alineación - dirigir hacia un rubro promedio de vecinos.
- Cohesión - dirigir hacia la posición media de los vecinos (atracción de largo alcance).

Con estas tres reglas sencillas, la bandada se mueve de una manera extremadamente realista, creando movimiento complejo y una interacción que sería extremadamente difícil de crear de otra manera.
El modelo básico se ha extendido de formas diversas desde que Reynolds lo propuso. Por ejemplo, Delgado-Mata y su equipo de colaboradores lo ampliaron para incorporar los efectos del miedo. El sentido del olfato se utiliza para transmitir la emoción entre los animales, a través de las feromonas modeladas en forma de partículas en un gas de expansión libre. Hartman y Benes introdujeron una fuerza complementaria a la alineación que ellos llaman el cambio de liderazgo. Esta dirección define la posibilidad de que el ave se convierta en un líder y trate de escapar. Hemelrijk y Hildenbrandt utilizan la atracción, la alineación y la evasión y las amplían con una serie de rasgos de estorninos reales: en primer lugar, las aves vuelan según la aerodinámica de las alas fijas, mientras que ruedan al girar (perdiendo así ascenso); segundo, coordinan con un limitado número de vecinos de interacción, que son siete (como en los estorninos reales); en tercer lugar, tratan de mantenerse por encima del lugar para dormir (como los estorninos al amanecer) y cuando, por casualidad, se mueven hacia el exterior desde el sitio para dormir, vuelven girando; cuarto, se mueven a una velocidad fija relativa. Los autores demostraron que las características específicas de comportamiento de vuelo, así como una bandada de gran tamaño y un bajo número de socios que interactúan fueron esenciales para la creación de la forma variable de las bandadas de estorninos.

## Medición
Las mediciones de bandadas de aves se han realizado utilizando cámaras de alta velocidad, y se ha usado un análisis de computadora para poner a prueba las reglas simples de "flocking". Se ha encontrado que por lo general son válidas en el caso de bandadas de aves, pero la regla de atracción de largo alcance (cohesión) se aplica a los 5-10 vecinos más cercanos del pájaro y es independiente de la distancia de estos vecinos del ave. Además, hay una anisotropía con respecto a esta tendencia coherente, y se percibe más respecto a los vecinos laterales al ave, y menos respecto a los de enfrente o atrás. Esto se debe sin duda al campo de visión del pájaro que vuela dirigido a los lados más que directamente adelante o hacia atrás. 
Otro estudio reciente se basa en un análisis de las imágenes de una cámara de alta velocidad de bandadas sobre la ciudad de Roma, y utiliza un modelo informático asumiendo normas mínimas de comportamiento.

## Complejidad algorítmica
En simulaciones del flocking, no hay control central; cada ave se comporta de forma autónoma. En otras palabras, cada ave tiene que decidir por sí misma qué bandadas considerar como su entorno. Por lo general, el medio ambiente se define como un círculo (2D) o esfera (3D) con un radio determinado (que representa su alcance).[cita requerida]
Una aplicación básica de un algoritmo de "flocking" tiene complejidad {\displaystyle O(n^{2})} -  cada ave busca entre todas las demás para encontrar a las que caen en su entorno.
Mejoras posibles:
- Subdivisión espacial del depósito-enrejado. Toda el área en la que la bandada puede moverse está dividida en un gran número de depósitos. Cada depósito almacena qué aves contiene. Cada vez que un pájaro se mueve desde un recipiente a otro, el enrejado tiene que actualizarse.
  - Ejemplo: rejilla 2D(3D) en una simulación de bandadas 2D(3D).
  - Complejidad: {\displaystyle O(nk)}, k es el número de depósitos envolventes a considerar; solo cuando el depósito del ave se encuentra en{\displaystyle O(1)}.

Lee Spector, Jon Klein, Chris Perry y Mark Feinstein estudiaron la aparición de la conducta colectiva en los sistemas de computación evolutiva.
Bernard Chazelle probó que, suponiendo que cada pájaro ajusta su velocidad y posición a los otros pájaros dentro de un radio fijo, el tiempo que se necesita para converger a un estado estacionario es una exponencial iterada de la altura logarítmica en el número de aves. Esto significa que, si el número de pájaros es bastante grande, el tiempo de convergencia será tan grande que también podrá ser infinito. Este resultado se aplica solo a convergencia de estado firme. Por ejemplo, las flechas disparadas por el aire en el borde de una bandada causarán que toda la bandada reaccione más rápido de lo se que puede explicar por la interacción de los vecinos, que son frenados por el tiempo de retraso en el sistema nervioso central de pájaro a pájaro.

## Aplicaciones
En Colonia, Alemania, dos biólogos de la Universidad de Leeds demostraron un comportamiento de bandada en los seres humanos. El grupo de personas exhibieron un patrón de comportamiento muy similar al de una bandada, en donde, si el 5 por ciento de la bandada llegaba a cambiar de dirección, los demás harían lo mismo. Cuando una persona se designó como un depredador y todo el mundo lo evitaba, la bandada se comportó muy parecido a un banco de peces.
El "flocking" también ha sido considerado como medio para controlar el comportamiento de vehículos aéreos no tripulados (UAV).
El "flocking" es una tecnología común en protectores de pantallas, y ha encontrado su uso en animación. El flocking ha sido utilizado en muchas películas para generar multitudes que se mueven de manera más realista. Batman Returns de Tim Burton (1992)  presentó bandadas de murciélagos, y El Rey León de Disney (1994) incluyó estampidas de antílopes Africanos. 
El "flocking" ha sido el comportamiento utilizado para otras aplicaciones interesantes. Se ha aplicado para programar automáticamente las emisoras de radio de varios canales de Internet. También se ha utilizado para la visualización de información y para las tareas de optimización.